# Прохлада
Прохлада е село в Североизточна България. То се намира в община Дулово, област Силистра.

## История
През 1950 г. село Десислава се преименува на Прохлада с Указ № 141/обн. на 25 март 1950 г. 